# Robert Soro
Robert Pascal Victor Soro (Odos, 28 novembre 1922 – Guchen, 28 aprile 2013) è stato un rugbista a 15 francese, in carriera sportiva seconda linea di Lourdes e Romans e internazionale per la Francia nel secondo dopoguerra dal 1945 al 1949.

## Biografia
Dopo gli esordi giovanili nel Tarbes prima della guerra, si trasferì a Romans nel 1946, per poi aprire una tabaccheria ad Arreau, negli Alti Pirenei, la città dove si stabilì per il resto della sua vita.
Esordiente in nazionale nel 1945, conobbe il suo momento di gloria nel Cinque Nazioni 1948 quando la Francia vinse la sua prima partita di sempre in Galles, al St Helen's di Swansea.
La stampa inglese sottolineò la sua prestazione, e quella francese coniò per lui il soprannome di Leone di Swansea.
Nel 1950, quando il suo compagno di reparto André Moga fu escluso dalla nazionale, Soro chiese di non essere più convocato e la sua carriera internazionale terminò, quindi, con il Cinque Nazioni 1949.
Continuò a giocare fino al 1956 per poi dedicarsi a tempo pieno all'attività commerciale da lui intrapresa.
Morì in casa di riposo a Guchen a 90 anni il 28 aprile 2013.